# Jessica Barden
Jessica Barden (Northallerton, North Yorkshire, 21 de julho de 1992) é uma atriz britânica. Ela é mais conhecida por interpretar Alyssa na série televisiva The End of the F***ing World, e Kayleigh em Coronation Street. atuou em filmes como Tamara Drewe, Hanna, Far from the Madding Crowd, The Lobster e The New Romantic.

## Biografia e carreira
Barden nasceu em Northallerton, North Yorkshire, e mudou-se para Wetherby, West Yorkshire, em 1992. Ela estudou na Wetherby High School.
Sua estreia de atuação veio acontecer em 1999 com um pequeno papel em um episódio da série de TV My Parents Are Aliens. Ela apareceu mais tarde em episódios da série No Angels e The Chase.
Em 2007, foi anunciado que ela faria o papel de Kayleigh Morton na soap opera da ITV Coronation Street. Ela fez sua primeira aparição em 18 de março de 2007. Em abril de 2008, foi anunciado que Kayleigh e o resto da família Morton deixariam Coronation Street no final de 2008, depois de um ano e meio na série. Jessica fez sua última aparição em Coronation Street em 29 de setembro de 2008.
Em 2007, Barden fez sua estreia no cinema no filme de comédia dramática Mrs Ratcliffe's Revolution, sobre uma família britânica que se muda para a Alemanha Oriental durante a Guerra Fria. Em 2009, ela desempenhou o papel de Pea na altamente aclamada produção estática de Jerusalém no Royal Court Theatre na Sloane Square antes de ser transferida para The Apollo in the West End.
Em 2010, Barden apareceu no filme Tamara Drewe, uma dramatização da tira de banda desenhada de mesmo nome, dirigido por Stephen Frears. No ano seguinte, ela interpretou o papel de Sophie no filme de Joe Wright, intitulado Hanna, estrelado por Saoirse Ronan. Entre 2012 e 2015, ela apareceu no filme de terror-urbano Comedown, estrelou ao lado de Tony Curran no filme In the Dark Half, e obteve um papel no filme de suspense Mindscape, estrelado por Mark Strong e Taissa Farmiga.[carece de fontes?] Em 2014, ela apareceu no filme independente americano Lullaby.
Em julho de 2015, Barden desempenhou o papel de Kit Carmichael na adaptação de televisão de duas partes da BBC The Outcast. No mesmo ano, ela fez o papel de Liddy em Far from the Madding Crowd de Thomas Vinterberg, uma adaptação da novela de mesmo nome de Thomas Hardy, que também foi a inspiração para Tamara Drewe. Ela também desempenhou um papel na comédia negra absurdista The Lobster pelo diretor grego Yorgos Lanthimos. Em 2016, Barden desempenhou o papel de titular no filme de TV da Channel 4 Ellen e o papel de Jasmine no filme de comédia Mindhorn.
Em 2017, ela estrelou o filme de terror britânico Habit. Ainda em 2017, ela estrela ao lado de Alex Lawther na série de televisão absurdista dramática de humor negro The End of the F***ing World, interpretando Alyssa. A série estreou no Channel 4 e All 4 no Reino Unido em 24 de outubro de 2017 e foi lançada exclusivamente pela Netflix internacionalmente em 5 de janeiro de 2018.

## Filmografia

### Filmes
| Ano  | Título                     | Personagem      | Notas     | Refs.                |
| ---- | -------------------------- | --------------- | --------- | -------------------- |
| 2007 | Mrs Ratcliffe's Revolution | Mary Ratcliffe  |           | [ 2 ]                |
| 2010 | Tamara Drewe               | Jody Long       |           | [ 14 ] [ 15 ]        |
| 2011 | Hanna                      | Sophie          |           | [ 16 ] [ 17 ]        |
| 2012 | Comedown                   | Kelly           |           | [ 18 ] [ 19 ]        |
| 2012 | In the Dark Half           | Marie           |           | [ 20 ]               |
| 2013 | Mindscape                  | Mousey          |           | [carece de fontes?]  |
| 2014 | Lullaby                    | Meredith        |           | [ 21 ]               |
| 2015 | Far from the Madding Crowd | Liddy           |           | [ 23 ] [ 24 ]        |
| 2015 | The Lobster                | Nosebleed Woman |           | [ 25 ] [ 31 ]        |
| 2016 | Mindhorn                   | Jasmine         |           | [ 32 ] [ 33 ] [ 34 ] |
| 2017 | Habit                      | Lee             | Concluído | [ 27 ] [ 35 ]        |
| 2018 | The New Romantic           | Blake Conway    |           | [carece de fontes?]  |
| 2018 | Scarborough                | Beth            |           |                      |
| 2019 | Jungleland                 | Sky             |           |                      |
| 2020 | Holler                     | Ruth            |           |                      |
| 2020 | Pink Skies Ahead           | Winona          |           |                      |
| 2022 | Hearts of Stone            | Agatha          |           |                      |
| 2022 | The Dead Spit of Kelly     | TBA             |           |                      |

### Televisão
| Ano         | Título                       | Personagem       | Notas                                                                   | Refs.                       |
| ----------- | ---------------------------- | ---------------- | ----------------------------------------------------------------------- | --------------------------- |
| 1999        | My Parents Are Aliens        | Garota na escola | Série de televisão (episódio: "The Date")                               | [ 3 ]                       |
| 2005        | No Angels                    | Lucy             | Série de televisão (1 episódio)                                         | [ 4 ] [ 5 ]                 |
| 2006        | The Chase                    | Amy              | Série de televisão (1 episódio)                                         | [ 5 ]                       |
| 2007-2008   | Coronation Street            | Kayleigh Morton  | Série de televisão (72 episódios)                                       | [ 6 ] [ 7 ] [ 8 ] [ 9 ]     |
| 2011        | Comedy Showcase              | Barmaid          | Série de televisão (episódio: "Chickens", piloto para a série homônima) | [ 36 ]                      |
| 2012        | Vera                         | Stella Macken    | Série de televisão (episódio: "The Ghost Position")                     | [ 37 ]                      |
| 2013        | Coming Up                    | Ruby             | Série de televisão (episódio: "Sammy's War")                            | [ 38 ]                      |
| 2013        | Chickens                     | Barmaid/Penny    | Série de televisão (3 episódios)                                        | [ 39 ]                      |
| 2014        | TEOTFW                       | Alyssa           | Piloto da série The End of the F***ing World                            | [carece de fontes?]         |
| 2015        | The Outcast                  | Kit Carmichael   | Série de televisão (2 episódios)                                        | [ 22 ]                      |
| 2016        | Murder                       | Jess             | Série de televisão (episódio: "The Big Bang")                           | [ 40 ] [ 41 ] [ 42 ]        |
| 2016        | Penny Dreadful               | Justine          | Série de televisão (6 episódios)                                        | [ 43 ] [ 44 ]               |
| 2016        | Ellen                        | Ellen            | Filme de televisão                                                      | [ 26 ]                      |
| 2017 - 2019 | The End of the F***ing World | Alyssa           | Web Série (16 episódios)                                                | [ 28 ] [ 30 ] [ 45 ] [ 46 ] |
| 2022        | Pieces of Her                | Jane             | Papel principal                                                         | [ 47 ]                      |

## Prêmios e indicações
| Ano  | Prêmio                            | Categoria                      | Indicação                                                   | Resultado | Ref.   |
| ---- | --------------------------------- | ------------------------------ | ----------------------------------------------------------- | --------- | ------ |
| 2011 | London Film Critics' Circle Award | Artista Jovem Britânico do Ano | Tamara Drewe                                                | Indicado  | [ 48 ] |
| 2018 | IMDb Award                        | Melhor Revelação               | The End of the F***ing World, Scarborough, The New Romantic | Venceu    | [ 49 ] |
| 2019 | British Independent Film Award    | Melhor Atriz Coadjuvante       | Scarborough                                                 | Indicado  | [ 50 ] |